# André Santos
André Santos, właśc. André Clarindo dos Santos (ur. 8 marca 1983 w São Paulo) – brazylijski piłkarz występujący na pozycji obrońcy, reprezentant kraju.

## Kariera klubowa
Karierę rozpoczynał w klubie Figueirense, w barwach którego w 2004 zdobył Campeonato Catarinense. W 2005 został wypożyczony do CR Flamengo, gdzie zwyciężył z drużyną w rozgrywkach o Puchar Brazylii w 2006. W tym samym roku zaliczył krótki epizod w Atlético Mineiro, po czym powrócił do Figueirense. W 2008 przeszedł do Corinthians Paulista, w którym wygrał swój drugi w karierze Puchar Brazylii w 2009 oraz Campeonato Paulista.
20 lipca 2009 został nowym zawodnikiem Fenerbahçe SK. Na początku swojej przygody z tureckim klubem zdobył Superpuchar Turcji. Dwa lata pomógł w wywalczeniu mistrzostwa Süper Lig w sezonie 2010/11. Po rozegraniu 55 spotkań w których 10 razy wpisał się na listę strzelców w tureckiej ekstraklasie, 31 sierpnia 2011 podpisał kontrakt z Arsenalem. Przez dwa lata gry w Premier League uzbierał łącznie 25 spotkań, w których 3 razy strzelił bramkę. W 2013 został wypożyczony do Grêmio, po czym powrócił do Brazylii i podpisał kontrakt z CR Flamengo.
Od 29 września 2014 grał w indyjskim FC Goa, a od 16 stycznia 2015 był zawodnikiem Botafogo-SP. W tym samym roku powrócił do Europy, gdzie został piłkarzem szwajcarskiego drugoligowca FC Wil. Rok później przeniósł się do Turcji do zespołu Boluspor. Na szczeblu drugoligowym rozegrał 38 spotkań, w których strzelił 14 bramek. Karierę piłkarską zakończył w 2018 w barwach macierzystego klubu Figueirense.
| Sezon   | Klub                   | Kraj       | Rozgrywki              | Mecze | Bramki |
| ------- | ---------------------- | ---------- | ---------------------- | ----- | ------ |
| 2004    | Figueirense            | Brazylia   | Brasileiro Série A     | 30    | 2      |
| 2005    | CR Flamengo            | Brazylia   | Brasileiro Série A     | 22    | 0      |
| 2006    | CR Flamengo            | Brazylia   | Brasileiro Série A     |       |        |
| 2006    | Clube Atlético Mineiro | Brazylia   | Brasileiro Série B     | 15    | 0      |
| 2007    | Figueirense            | Brazylia   | Brasileiro Série A     | 31    | 6      |
| 2008    | Corinthians Paulista   | Brazylia   | Brasileiro Série B     | 34    | 9      |
| 2009    | Corinthians Paulista   | Brazylia   | Brasileiro Série A     | 5     | 0      |
| 2009/10 | Fenerbahçe SK          | Turcja     | Süper Lig              | 27    | 5      |
| 2010/11 | Fenerbahçe SK          | Turcja     | Süper Lig              | 25    | 5      |
| 2011/12 | Arsenal                | Anglia     | Premier League         | 15    | 2      |
| 2012/13 | Arsenal                | Anglia     | Premier League         | 8     | 0      |
| 2013    | Grêmio Porto Alegre    | Brazylia   | Brasileiro Série A     | 5     | 1      |
| 2013    | CR Flamengo            | Brazylia   | Brasileiro Série A     | 20    | 2      |
| 2014    | CR Flamengo            | Brazylia   | Brasileiro Série A     | 8     | 0      |
| 2014    | FC Goa                 | Indie      | Indian Super League    | 12    | 4      |
| 2015    | Botafogo FC            | Brazylia   | Brasileiro Série D     | 32    | 28     |
| 2015/16 | FC Wil                 | Szwajcaria | Swiss Challenge League | 25    | 9      |
| 2016/17 | Boluspor               | Turcja     | TFF 1. Lig             | 28    | 13     |
| 2017/18 | Boluspor               | Turcja     | TFF 1. Lig             | 24    | 2      |
| 2018    | Figueirense            | Brazylia   | Brasileiro Série A     | 7     | 0      |

## Kariera reprezentacyjna
21 maja 2009 trener Dunga powołał Santosa na Puchar Konfederacji w RPA. Pierwszy występ w kadrze zaliczył 15 czerwca 2009 w meczu przeciwko Egiptowi, wygranym 4:3. Podczas turnieju zagrał łącznie w 5 spotkaniach, w tym w finale turnieju z USA, zakończonym zwycięstwem 3:2.
W 2011 został powołany na Copa América rozgrywane w Argentynie. Podczas turnieju zagrał w 4 spotkaniach przeciwko Wenezueli, Paragwajowi, Ekwadorowi oraz w ćwierćfinale z Paragwajem, przegranym po karnym 0:2. Po raz ostatni w drużynie narodowej zagrał 24 kwietnia 2013 w meczu przeciwko Chile, zremisowanym 2:2. Łącznie w latach 2009–2013 zagrał w 24 spotkaniach reprezentacji Brazylii.
| Mecze i gole w reprezentacji | Mecze i gole w reprezentacji | Mecze i gole w reprezentacji | Mecze i gole w reprezentacji | Mecze i gole w reprezentacji | Mecze i gole w reprezentacji | Mecze i gole w reprezentacji |
| #                            | Data                         | Miasto                       | Przeciwnik                   | Gol                          | Wynik                        | Rozgrywki                    |
| ---------------------------- | ---------------------------- | ---------------------------- | ---------------------------- | ---------------------------- | ---------------------------- | ---------------------------- |
| 1.                           | 15.06.2009                   | Bloemfontein                 | Egipt                        |                              | 4:3                          | PK 2009                      |
| 2.                           | 18.06.2009                   | Pretoria                     | Stany Zjednoczone            |                              | 3:0                          | PK 2009                      |
| 3.                           | 21.06.2009                   | Pretoria                     | Włochy                       |                              | 3:0                          | PK 2009                      |
| 4.                           | 25.06.2009                   | Johannesburg                 | Południowa Afryka            |                              | 1:0                          | PK 2009                      |
| 5.                           | 28.06.2009                   | Johannesburg                 | Stany Zjednoczone            |                              | 3:2                          | PK 2009                      |
| 6.                           | 12.08.2009                   | Tallinn                      | Estonia                      |                              | 1:0                          | towarzyski                   |
| 7.                           | 05.09.2009                   | Rosario                      | Argentyna                    |                              | 3:1                          | El. MŚ 2010                  |
| 8.                           | 09.09.2009                   | Salvador                     | Chile                        |                              | 4:2                          | El. MŚ 2010                  |
| 9.                           | 11.10.2009                   | La Paz                       | Boliwia                      |                              | 1:2                          | El. MŚ 2010                  |
| 10.                          | 10.08.2010                   | East Rutherford              | Stany Zjednoczone            |                              | 2:0                          | towarzyski                   |
| 11.                          | 07.10.2010                   | Abu Zabi                     | Iran                         |                              | 3:0                          | towarzyski                   |
| 12.                          | 11.10.2010                   | Derby                        | Ukraina                      |                              | 2:0                          | towarzyski                   |
| 13.                          | 17.11.2010                   | Doha                         | Argentyna                    |                              | 0:1                          | towarzyski                   |
| 14.                          | 09.02.2011                   | Paryż                        | Francja                      |                              | 0:1                          | towarzyski                   |
| 15.                          | 27.03.2011                   | Londyn                       | Szkocja                      |                              | 2:0                          | towarzyski                   |
| 16.                          | 04.06.2011                   | Goiânia                      | Holandia                     |                              | 0:0                          | towarzyski                   |
| 17.                          | 07.06.2011                   | São Paulo                    | Rumunia                      |                              | 1:0                          | towarzyski                   |
| 18.                          | 03.07.2011                   | Mar del Plata                | Wenezuela                    |                              | 0:0                          | Copa América 2011            |
| 19.                          | 09.07.2011                   | Córdoba                      | Paragwaj                     |                              | 2:2                          | Copa América 2011            |
| 20.                          | 13.07.2011                   | Córdoba                      | Ekwador                      |                              | 4:2                          | Copa América 2011            |
| 21.                          | 17.07.2011                   | La Plata                     | Paragwaj                     |                              | 0:0                          | Copa América 2011            |
| 22.                          | 10.08.2011                   | Stuttgart                    | Niemcy                       |                              | 2:3                          | towarzyski                   |
| 23.                          | 06.04.2013                   | Santa Cruz                   | Boliwia                      |                              | 4:0                          | towarzyski                   |
| 24.                          | 24.04.2013                   | Belo Horizonte               | Chile                        |                              | 2:2                          | towarzyski                   |

## Sukcesy

### Klubowe
Figueirense
- Campeonato Catarinense (1): 2004

Flamengo
- Puchar Brazylii (1): 2006

Corinthians Paulista
- Puchar Brazylii (1): 2009
- Campeonato Paulista (1): 2009

Fenerbahçe SK
- Mistrzostwo Süper Lig (1): 2010/11
- Superpuchar Turcji (1): 2009

### Reprezentacyjne
- Puchar Konfederacji (1): 2009